# CBS Evening News
CBS Evening News (Wieczorne Wiadomości CBS) – główny program informacyjny amerykańskiej sieci telewizyjnej CBS. Pod obecnym tytułem ukazuje się od 1963 roku. Nadawany jest z Nowego Jorku, od 15 lipca 2019 roku będzie go prowadzić Norah O'Donnell. W weekendy program prowadzą Reena Ninan i Elaine Quijano.

## Prowadzący
- Walter Cronkite (1962–1981)
- Dan Rather (1981–2005, między 1993 a 1995 razem z Connie Chung
- Bob Schieffer (2005–2006)
- Katie Couric (2006–2011)
- Scott Pelley (2011–2017)
- Anthony Mason (2017)
- Jeff Glor (2017–2019)
- Norah O'Donnell (od 2019)